# Marcelin (województwo zachodniopomorskie)
Marcelin (niem. Horngut) – wieś w północnej Polsce, położona w województwie zachodniopomorskim, w powiecie szczecineckim, w gminie Szczecinek, przy drodze krajowej nr 20 Stargard Szczeciński - Szczecinek - Gdynia. 
Znajduje się tu trawiaste lądowisko (lotnisko) dla śmigłowców ratowniczych, szybowców, samolotów ultralekkich (ULM). Lądowisko funkcjonuje na nieoficjalnym statusie – nie jest wpisane w rejestr Urzędu Lotnictwa Cywilnego RP. 
Taką samą nazwę nosi osiedle domów jednorodzinnych w Szczecinku.
Do 1954 część miasta Szczecinek.